# 필발
필발(蓽茇, 학명: Piper longum 피페르 롱굼[*])은 후추과의 덩굴식물이다.

## 분포
남아시아와 동남아시아에 분포한다. 네팔과 인도가 원산지이다.

## 특징
키는 1m 정도이며, 봄에 흰 꽃이 피고 열매는 늦여름에 장과를 맺는다.

## 쓰임새
한의학에서 말린 열매를 약으로 쓴다.

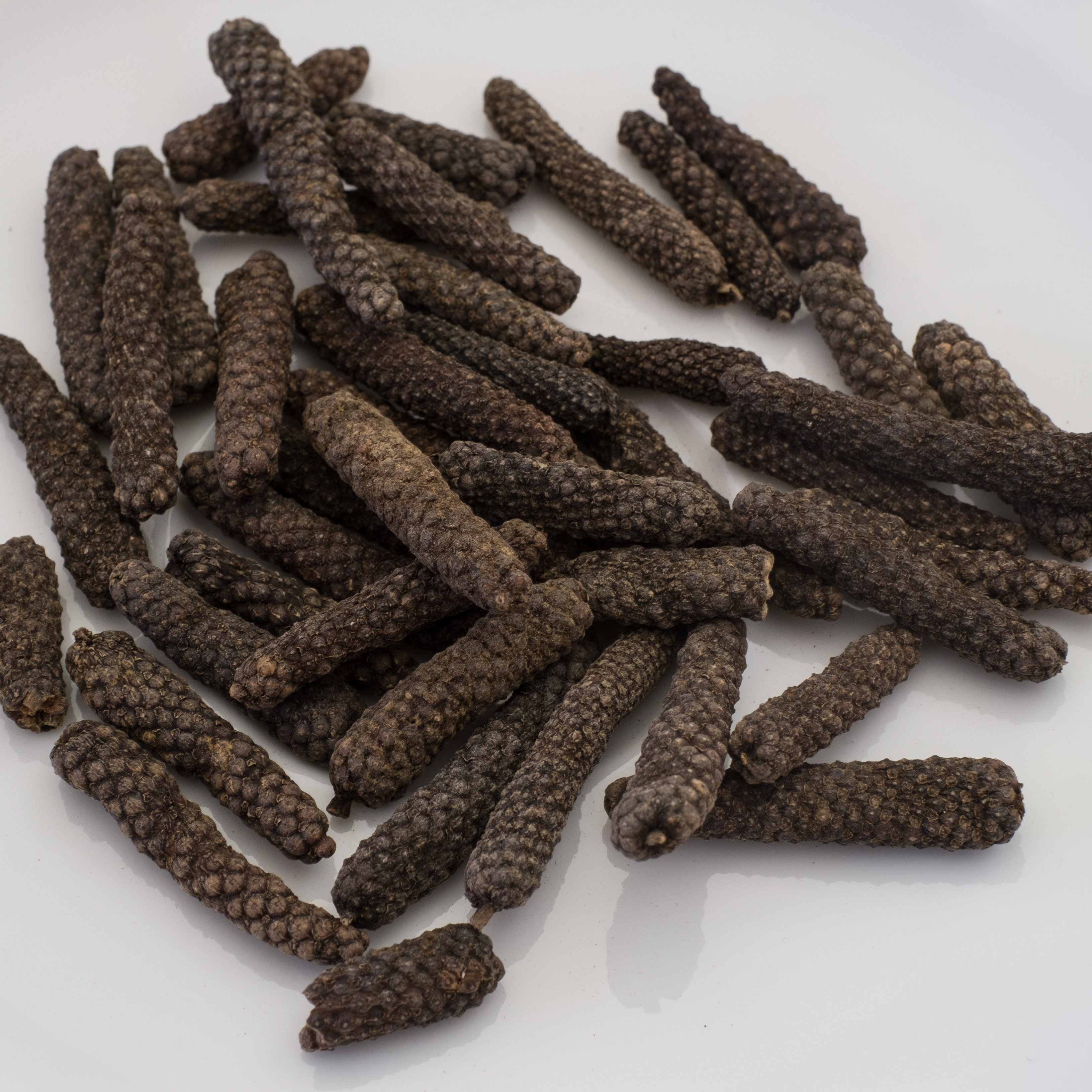
말린 열매
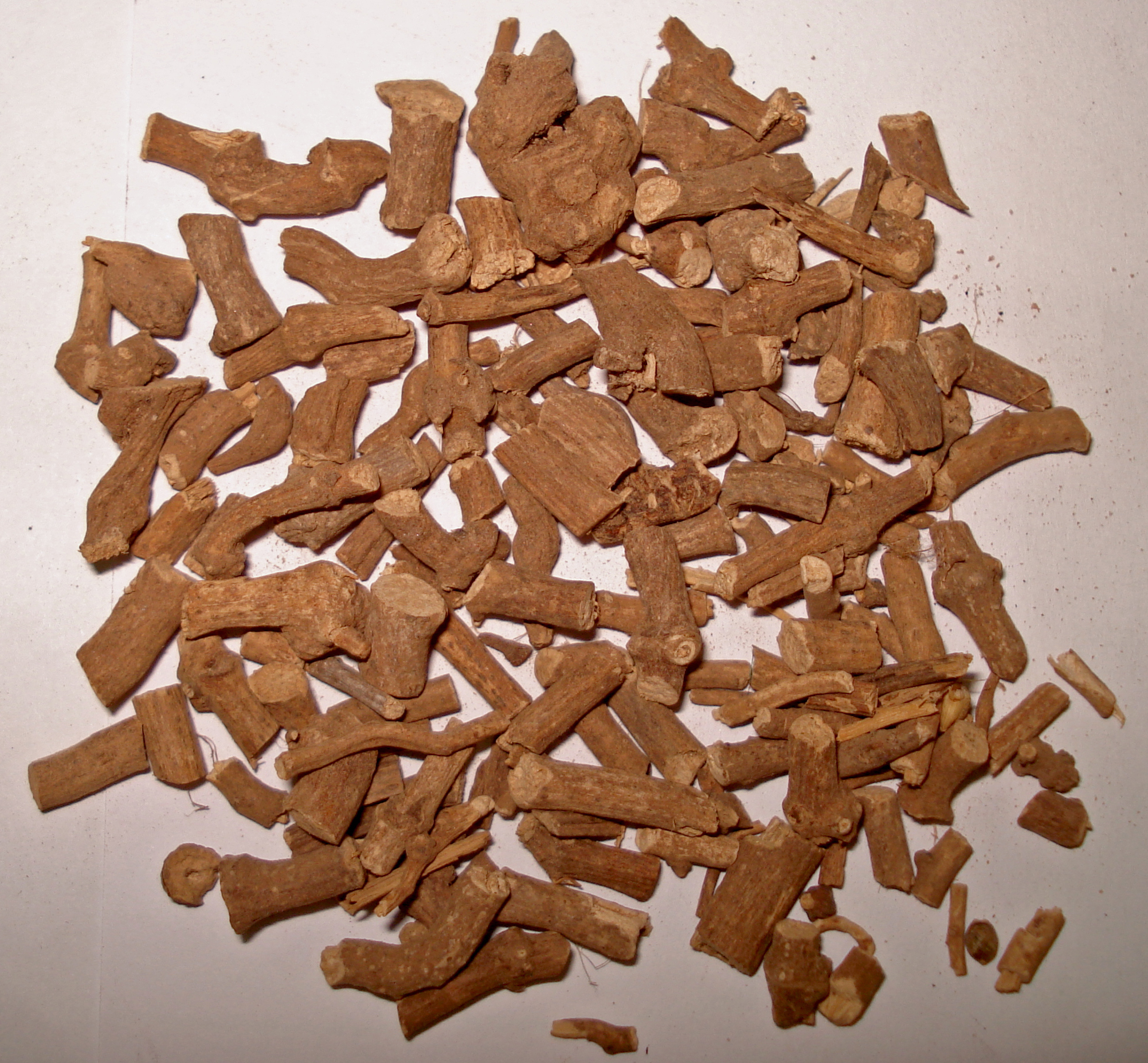
말린 뿌리